# The Grain That Built a Hemisphere
Pour plus de détails, voir Fiche technique et Distribution.
The Grain That Built a Hemisphere est un court métrage d'animation américain réalisé par Bill Roberts pour les Studios Disney, sorti le 4 janvier 1943.

## Synopsis
Explication de l'histoire du maïs, depuis sa découverte par les indiens à son usage moderne puis son importance dans l'économie mondiale.

## Fiche technique
- Titre original : The Grain That Built a Hemisphere
- Réalisateur : Bill Roberts
- Producteur : Walt Disney, Coordinator of Inter-American Affairs
- Distributeur : RKO Radio Pictures
- Format d'image : Couleur (Technicolor)
- Son : Mono (RCA Sound System)
- Durée : 11 min
- Langue : (en)
- Pays de production :  États-Unis
- Date de sortie : 4 janvier 1943[1]

## Commentaires
Ce court métrage est un film de propagande réalisé durant la Seconde Guerre mondiale et reprenant l'animation de Symphonie d'une cour de ferme, Out of the Frying Pan Into the Firing Line et Bambi.